# X光室的奇蹟
《X光室的奇蹟》是由横幕智裕原作、森泰士作画的日本漫画作品。於《Grand Jump》（集英社）2015年22號開始連載，漫画描述放射技術師和放射科醫師的故事。
電視劇於2019年在富士電視網「月9」上播映。台灣由KKTV、friDay影音4月9日起，每周二更新。

## 登場人物
五十嵐唯織（いがらし いおり）
本作的主角。有醫師執照但是擔任放射師。 他有天才般的影像閱讀技術和感覺，但他不擅長社交。
甘春杏（あまかす あん）
本作的女主角。甘春綜合醫院・放射科醫生。父親也是放射科醫生。認為技師只須負責拍照影像診斷是醫生的工作，但他通過與唯織的合作改變了想法。 跟唯織是青梅竹馬，但她已經不記得了。
廣瀨裕乃（ひろせ　ひろの）
甘春綜合醫院・新人放射師。 雖然被周圍優秀的人所震撼，但很努力完成自己的工作。喜歡唯織。
小野寺俊夫（おのでら　としお）
甘春綜合醫院・放射技術長。 雖然平常工作散漫，但事實上是個為部下考慮的熱血漢子。
鏑木安富（かぶらぎ　やすとみ）
甘春綜合醫院・診療部長兼放射科主任。為取得院長寶座總是以放射科的點數為優先，甚至不顧患者利益。

## 出版書籍
| 卷數 | 集英社         | 集英社                 | 東立出版社     | 東立出版社             |
| 卷數 | 發售日期       | ISBN                   | 發售日期       | ISBN                   |
| ---- | -------------- | ---------------------- | -------------- | ---------------------- |
| 1    | 2016年6月17日  | ISBN 978-4-08-890465-8 | 2018年2月5日   | ISBN 978-986-486-170-5 |
| 2    | 2016年10月19日 | ISBN 978-4-08-890516-7 | 2019年2月26日  | ISBN 978-986-486-171-2 |
| 3    | 2017年3月17日  | ISBN 978-4-08-890621-8 | 2019年5月3日   | ISBN 978-986-486-172-9 |
| 4    | 2017年8月18日  | ISBN 978-4-08-890737-6 | 2021年8月30日  | ISBN 978-986-486-984-8 |
| 5    | 2018年1月19日  | ISBN 978-4-08-890851-9 | 2021年10月28日 | ISBN 978-957-26-1663-5 |
| 6    | 2018年7月19日  | ISBN 978-4-08-891081-9 | 2021年12月23日 | ISBN 978-957-26-1664-2 |
| 7    | 2019年3月19日  | ISBN 978-4-08-891160-1 |                |                        |
| 8    | 2019年6月19日  | ISBN 978-4-08-891305-6 |                |                        |
| 9    | 2020年1月17日  | ISBN 978-4-08-891472-5 |                |                        |
| 10   | 2020年12月18日 | ISBN 978-4-08-891744-3 |                |                        |
| 11   | 2021年9月17日  | ISBN 978-4-08-892042-9 |                |                        |
| 12   | 2021年12月17日 | ISBN 978-4-08-892179-2 |                |                        |
| 13   | 2022年7月19日  | ISBN 978-4-08-892385-7 |                |                        |
| 14   | 2023年2月17日  | ISBN 978-4-08-892611-7 |                |                        |
| 15   | 2023年9月19日  | ISBN 978-4-08-892807-4 |                |                        |
| 16   | 2024年5月17日  | ISBN 978-4-08-893243-9 |                |                        |
| 17   | 2024年11月19日 | ISBN 978-4-08-893453-2 |                |                        |
| 18   | 2025年5月19日  | ISBN 978-4-08-893673-4 |                |                        |

## 電視劇
《X光室的奇蹟～放射科的診斷報告～》（日语：ラジエーションハウス〜放射線科の診断レポート〜），主演是窪田正孝。第一季於2019年4月8日至6月17日播出，第二季於2021年10月4日至12月13日播出。台灣由KKTV、friDay影音自10月5日起每週二更新。電影版2022年4月29日上映。

### 演員列表

#### 甘春綜合醫院
| 角色                        | 演員                                        | 粵語配音      | 粵語配音     | 粵語配音 |
| 角色                        | 演員                                        | 有線（第1季） | Now（第2季） |          |
| 五十嵐唯織                  | 窪田正孝 （幼年：金井凛空）                 | 黃尉斯        | 陳成港       |          |
| 甘春杏                      | 本田翼 （幼年：大島美優）                   | 王夢華        | 石梓晴       |          |
| 廣瀨裕乃                    | 廣瀨愛麗絲                                  | 陳雪瑩        | 何凱怡       |          |
| 軒下五郎                    | 浜野謙太                                    | 張振熙        | 陳啟熾       |          |
| 威能圭                      | 丸山智己                                    | 郭俊廷        | 鄧燦陽       |          |
| 悠木倫                      | 矢野聖人                                    | 陳漢祺        | 黃尉斯       |          |
| 黒羽環                      | 山口紗弥加                                  | 黎梓彤        | 陳雪瑩       |          |
| 小野寺俊夫                  | 遠藤憲一                                    | 伍博民        | 羅偉亮       |          |
| 辻村駿太郎                  | 鈴木伸之 （劇團EXILE）                      | 簡懷甄        | 周倚天       |          |
| 鏑木安富                    | 浅野和之                                    | 陳力航        | 陳冠宏       |          |
| 大森渚                      | 和久井映見                                  | 陳子瑩        | 王綺婷       |          |
| 田中福男 （新人放射線技師） | 八嶋智人 （第一季：最終話、特別編，第二季） | 劉達斌        | 郭湛深       |          |
| 灰島將人                    | 高嶋政宏 （第二季）                         | N/A           | 李家傑       |          |
| 南里美 (護士)               | 淺見姬香                                    | 陳子瑩        | 王綺婷       |          |
| 甘春正一                    | 佐戶井賢太                                  | 楊智聰        | 高翰文       |          |

#### 第一季
第1話
- 天野明 - 春海四方（日语：春海四方）（粵語配音：郭俊廷）
- 菊島亨 - 尾形一成（特別編）（粵語配音：楊智聰）
- 菊島由美 - 森矢寬和（粵語配音：植婉雯）
- 藤堂医師 - 岩崎宇大（日语：岩崎う大）（最終話）（粵語配音：郭俊廷）

第2話
- 千葉美佐子 - 中越典子（粵語配音：吳茵）
- 千葉健太郎 - 石田星空（日语：石田星空）（粵語配音：植婉雯）
- 金田会長 - 鶴田忍（日语：鶴田忍 (俳優)）（粵語配音：陸頌愚）
- 金田富恵 - 宮田早苗（日语：宮田早苗）（粵語配音：黎梓彤）
- 小野寺大樹 - 田中奏生（日语：田中奏生）（第10話 - 最終話）（粵語配音：張添勝）

第3話
- 葉山今日子 - 內山理名[8]（粵語配音：植婉雯）
- 平田公太 - 松下洸平（粵語配音：郭俊廷）
- 谷山医師 - 小松和重（日语：小松和重）（粵語配音：楊智聰）
- 今日子的朋友 - 葉加瀬真衣
- 記者 - 市原茉莉

第4話
- 坂元美月 - 山本舞香（粵語配音：植婉雯）
- 千秋 - 青谷優衣（日语：青谷優衣）（粵語配音：吳茵）
- 沙也加 - 華村飛鳥（日语：華村あすか）（粵語配音：何凱怡）
- 美紀 - 駒澤清華（日语：駒澤清華）
- 恭子 - 眞嶋優（日语：眞嶋優）（粵語配音：黎梓彤）
- 惠美 - 駒澤清華（日语：駒澤清華）
- 彩 - 佐藤希彩（日语：佐藤ノア）（suga/es）
- 数紗 - おりはらまよ（suga/es）
- アズサ - 広瀬ちひろ（日语：広瀬ちひろ）（suga/es）

第5話
- 藤本勝彦 - 三浦誠己（日语：三浦誠己）（粵語配音：楊智聰）
- 藤本歩美 - 森脇英理子（日语：森脇英理子）（粵語配音：植婉雯）
- 藤本直樹 - 南出凌嘉（日语：南出凌嘉）[9]（粵語配音：黎梓彤）
- 藤本雄太 - 斎藤汰鷹（日语：斎藤汰鷹）[9]（粵語配音：陳子瑩）
- 山村肇 - 小林喜日[9]（粵語配音：陳漢祺）
- 威能理佐子 - 大出菜菜子（日语：大出菜々子）

第6話
- 樫木香月 - 伊藤由美（粵語配音：植婉雯）
- 田中医師 - 伊藤正之（日语：伊藤正之）
- 後藤莉奈 - 安藤聖（日语：安藤聖）（粵語配音：吳茵）
- 後藤沙里 - 中島琴音（日语：中島琴音）

第7話
- 蛭田真貴 - 松本若菜（粵語配音：植婉雯）
- 蛭田志朗 - 篠原篤（日语：篠原篤）（粵語配音：劉達斌）
- 由香 - 穗志萌香（粵語配音：陳子瑩）
- 救急患者 - 山崎画大（日语：山崎画大）

第8話
- 若井陽子 - 佐藤惠美（日语：佐藤めぐみ）（粵語配音：何凱怡）
- 若井祐一 - 板橋駿谷（日语：板橋駿谷）[10]（粵語配音：郭俊廷）
- 魚谷久美 - 稲垣来泉（日语：稲垣来泉）（粵語配音：吳茵）
- 魚谷雅子 - 仲村瑠璃亞（日语：仲村瑠璃亜）（粵語配音：植婉雯）
- 魚谷亮介 - 伊藤祐輝（日语：伊藤祐輝）（粵語配音：楊智聰）

第9話
- 安野将司 - 中村梅雀[11]（粵語配音：郭俊廷）
- 辻村實習時的指導醫師 - 永島和明（粵語配音：楊智聰）
- 辻村丈介 - 名高達男（粵語配音：楊智聰）

第10話
- 嶋田茜 - 西原亞希（日语：西原亜希）（粵語配音：吳茵）
- 嶋田和也 - 椎名一浩
- 嶋田光 - 高橋好史
- 鏑木加奈子 - 丸川由依 (特別編）（粵語配音：植婉雯）
- 鏑木聡子 - 梅澤昌代（日语：梅沢昌代）（粵語配音：陳雪瑩）
- 野村医師 - 清水昭博（日语：清水昭博）（粵語配音：楊智聰）

最終話
- 伊藤医師 - 東根作寿英（日语：東根作寿英）
（麗洋医科大学嘱託）（粵語配音：劉達斌）
- 小野寺大樹的同學的母親 - 仁藤優子（粵語配音：植婉雯）

特別編
- 平山良平 - 前田旺志郎
（投手）
- 黒川守 - 中島歩（日语：中島歩）[13]
- 高橋涼介 - 中尾明慶[14]
（《監察醫 朝顏》醫療關係者）
- 鶴田夏葉 - 須藤理彩
（客室乘務員）
- 内田彩 - 東加奈子（日语：東加奈子）
（客室乘務員）
- 深澤 - 神田穣（日语：神田穣）
（副操縱士）
- 工藤 - 金田明夫（日语：金田明夫）
（機長）

#### 第二季
第1話
- 寶生真凜- 田中美奈實
[小提琴家]
- 菊島由美 - 森矢寬和（粵語配音：成樂怡）
- 菊島亨 - 尾形一成（粵語配音：鄧燦陽）
- 甘春正一 - 佐戶井 賢太（日语：佐戸井 けん太）（粵語配音：高翰文）
[杏的父親]
- 鳥飼醫師 - 須田邦裕（日语：須田邦裕）（粵語配音：黃尉斯）
[婦產科醫師]
- 新人放射線技師 - 前野朋哉（日语：前野朋哉）（粵語配音：羅偉亮）
- 新人放射線技師 - 大津尋葵（日语：大津尋葵）（粵語配音：鄧燦陽）
- 新人放射線技師 - （粵語配音：黃尉斯）
- 機器人 （粵語配音：陳雪瑩）

第2話
- 速川走太 - 長野蒼大（日语：長野蒼大）
- 速川花戀 - 白鳥玉季
- 速川一郎 - 真島秀和
- 速川葉惠 - 入山法子
- 柳田哲平 - 幸石康弘（日语：きたろう）
- 澀谷慎一 - 野間口徹（日语：野間口徹）
[腦外科醫師]

第3話
- 宮本堇 - 堀田真由
- 荒井和真 - 萩原利久
- 丸井耕吉 - 溫水洋一
- 醫院內拄拐杖的年輕男子 - 杉昇真（日语：杉昇真）
- 堇任職小學的的學務主任 - 山元隆弘（日语：山元隆弘）
- 堇的學生 - 白石紗羽（日语：白石紗羽）
- 黑羽琉璃子- 中田喜子（日语：中田喜子）
[環希的母親]

第4話
- 黑羽琉璃子- 中田喜子（日语：中田喜子）
[環希的母親]
- 堀田成美 - 臼田麻美（日语：臼田麻美）
- 堀田誠司 - 忍成修吾

第5話
- 元村 - 上島龍兵（日语：上島龍兵）
- 品川道夫-登坂淳一（日语：登坂淳一）
[消化器官外科醫師]
- 西園寺豊-鈴木隆仁（日语：鈴木隆仁）
- 帝光健檢診所醫師- 吉田悟郎
- 帝光健檢診所接待人員-富川一人（日语：富川一人）
- 帝光健檢診所接待人員 天野花（日语：天野花）

第6話
- 武藤健- 片寄涼太（粵語配音：譚禹晋）
[律師]
- 曾根京子-澤井孝子（粵語配音：羅婉楓）
[醫療過失訴訟原告患者]
- 曾根役-西山聰（日语：西山聡）（粵語配音：陳冠宏）
- 江本醫生-野中隆光（粵語配音：鄧燦陽）
[急症室醫生]
- 甘春綜合醫院顧問律師-小平伸一郎（粵語配音：黃尉斯）
- 律師-田中穗先（粵語配音：郭湛深）
[武藤的同事]
- 律師-中川明（粵語配音：李家傑）
[武藤的同事]
- 甘春綜合醫院急症室護士-（粵語配音：王綺婷）
- 橫濱消防員-（粵語配音：鄧燦陽）

第7話
- 今井陽一- 戶塚純貴（粵語配音：李家傑）
[癌症末期患者]
- しずく-伊藤步
[503房的住院患者]
- 甘春正一-佐戶井賢太（日语：佐戸井 けん太）（粵語配音：高翰文）
[杏的父親]

第8話
- 熊田太志- 岡山一（日语：おかやまはじめ）
- 花倉乃愛-吉川愛（粵語配音：成樂怡）
- 花倉美櫻-安藤Nico（日语：安藤ニコ）
[乃愛的妹妹]

第9話
- 田中幸子-貓背 椿（日语：貓背 椿）（粵語配音：黎皓宜）
[田中福男的前妻]
- 山田福造- 石井正則（粵語配音：馮瀚輝）
[醫療製造商業務]
- 博納爾-厚切傑森（日语：Atsugiri Jason）
[幸子再婚的對象 / 法國料理主廚]

第10話
- 池田雫-伊藤步（粵語配音：黃鳳兒）
- 池田大地- 森田甘路（日语：森田甘路）（粵語配音：柯偉聰）
[雫的丈夫]
- 郷田一平-工藤阿須加（粵語配音：黃文軒）
[唯織和杏的童年玩伴]

第11話
- 郷田一平-工藤阿須加（粵語配音：黃文軒）
[唯織和杏的童年玩伴]
- 郷田紗良- 金子莉彩（日语：金子莉彩）（粵語配音：陳雪瑩）
[一平的女兒]

### 製作團隊

#### 第一季
- 原作 - 横幕智裕（原作）、森泰士（漫畫）
- 腳本 - 大北遙（日语：大北はるか）、村上優、金沢達也、橫幕智裕
- 音樂 - 服部隆之
- 主題歌 - MAN WITH A MISSION「Remember Me」（Sony Records）[15]
- 醫療監修 - 戶﨑光宏（相良醫院附屬乳房醫學中心）、五月女康作（東京大學 進化認知科學研究中心）
- 監修 - 松本尚（日本醫科大學千葉北總醫院）、原義明（日本醫科大學）、塩田浩平、糸魚川善昭
- 醫療指導 - 筑波醫學中心醫院 放射線技術科、日本醫科大學千葉北總醫院 救命救急中心、太田黒崇信、阪本太吾、久城正紀（日本醫科大學千葉北總醫院）、川嶋寛（埼玉縣立小兒醫療中心）、河内貞貴、森健作、嶺貴彦、中江竜太（日本醫科大學）
- 技師指導 - 飯島佐織、石橋智通、今関雅晴、中山純一、糸屋沙央梨、小野浩二郎、篠田和哉、小林隆幸、長瀬拓也、小林智哉、櫻井常男、坂井上之、齋藤誠、竹林浩孝、池垣淳也、北川久、寺澤和晶、京谷勉輔
- 樂器指導 - Kuboty（TOTALFAT）
- 放射線科醫生指導 - 森健作、齋田司（筑波大學附屬醫院）
- 看護指導 - 石田喜代美
- 製作人 - 中野利幸
- 導演 - 鈴木雅之、金井紘、野田悠介、關野宗紀、水戶祐介
- 旁白 - 八嶋智人
- 制作著作 - 富士電視台

#### 第二季
- 原作 - 横幕智裕（原作）、森泰士（漫畫）
- 腳本 - 大北遙（日语：大北はるか）、神田優
- 音樂 - 服部隆之
- 主題歌 - MAN WITH A MISSION「Remember Me」（Sony Records）
- 旁白 - 八嶋智人
- 指導 - 五月女康作（福島縣立醫科大學）
- 醫療監修 - 齋田司（筑波大學附屬醫院）
- 台本監修 - 戶﨑光宏（相良醫院）
- 監修 - 松本尚、原義明（日本醫科大學）
- 技師監修 - 佐藤英介（順天堂大学）、今関雅晴（千葉縣救急醫療中心）、關口博之（青梅市立綜合醫院）、三輪建太（福島縣立醫科大學）、坂井上之（東千葉Medical Center）、小野浩二郎（千葉縣兒童病院）、赤津敏哉（順天堂大學醫學部附屬順天堂醫院）
- 醫療指導 - 日本医科大学千葉北總病院 救命救急中心、山本昌督（医療法人 清友会）、星誠一郎（Seco Medic醫院）
- 醫療圖片協力 - 福島縣立醫科大學、筑波大學附屬醫院、顺天堂大学
- 看護指導 - 石田喜代美
- 製作人 - 草谷大輔
- 導演 - 鈴木雅之、相沢秀幸、水戶祐介、西岡和宏、清矢明子
- 制作著作 - 富士電視台

### 播出集數

#### 第一季
| 話数                                                                    | 放送日  | 原文標題                                                      | 中文標題                                        | 導演              | 診断結果（原因）                        | 收視率 |
| ----------------------------------------------------------------------- | ------- | ------------------------------------------------------------- | ----------------------------------------------- | ----------------- | --------------------------------------- | ------ |
| STORY#01                                                                | 4月8日  | 視えない病を見つけ出せ! 命をかけた新たな医療ドラマが今始まる! | 尋找隱形疾病！ 賭上性命的新醫療劇現在開始！     | 鈴木雅之          | 寄生虫感染                              | 12.7%  |
| STORY#02                                                                | 4月15日 | 天才技師が救う命! 彼の秘密が今夜、明かされる!?                | 天才放射師拯救的生命！ 他的秘密將在今晚揭曉！？ | 鈴木雅之          | 骨肉瘤                                  | 12.3%  |
| STORY#03                                                                | 4月22日 | 仲間に迫る、乳がんの危機!?                                    | 逼近同伴的乳腺癌危機！？                        | 金井紘            | 乳癌                                    | 11.5%  |
| STORY#04                                                                | 4月29日 | 夢を追いかける患者を救え!!                                    | 拯救追逐夢想的患者！！                          | 金井紘            | 氣胸                                    | 9.1%   |
| STORY#05                                                                | 5月6日  | 絶世の美少年が死亡 犯人は誰!?                                 | 絕世美少年死亡 犯人是誰！？                     | 野田悠介          | 肝臟破裂併失血性休克 （來自友人的暴力） | 10.8%  |
| STORY#06                                                                | 5月13日 | 運命の緊急手術!!この命を守れ                                  | 命運的緊急手術!!拯救這條生命                    | 鈴木雅之          | 胰臟出血                                | 13.2%  |
| STORY#07                                                                | 5月20日 | 命を救う者達の選択 誇りの行方                                 | 拯救生命的人們的選擇驕傲的去向                  | 金井紘            | CSL（複雜硬化性病變良性腫瘤）           | 11.4%  |
| STORY#08                                                                | 5月27日 | 二人の約束と暴かれる秘密!!                                    | 兩個人的約定和被揭發的秘密！！                  | 関野宗紀          | 二相性急性腦症 Bright Tree Appearance   | 13.3%  |
| STORY#09                                                                | 6月3日  | 最強の対決!!彼女は俺が守る!!                                  | 最强的對決！！ 她由我來守護！！                 | 野田悠介          | 關節半脫臼 革囊胃癌                     | 11.5%  |
| STORY#10                                                                | 6月10日 | もう一人の天才、現れる⁉︎                                       | 另一個天才出現了 ⁉ ︎                             | 金井紘            | 佝僂病 神經母細胞瘤                     | 13.3%  |
| STORY#11 （最終話）                                                     | 6月17日 | 命懸けで守りたい約束!! 最後の選択と決断とは⁉︎                  | 拼命守護的約定！！ 最後的選擇和決斷是 ⁉ ︎        | 鈴木雅之          | 低髄液圧症                              | 13.8%  |
| 平均收視率 12.08%（收視率由Video Research實際調查關東地區、世帶的數據） |         |                                                               |                                                 |                   |                                         |        |
| 特別編                                                                  | 6月24日 | ラジエーションハウス 特別編〜旅立ち〜                         | X光室的奇蹟II 特別編〜出發〜                    | 野田悠介 水戸祐介 | 延遲性過敏性休克 肺栓塞 聽覺神經瘤      | 15.6%  |

#### 第二季
| 話数                                                                  | 放送日   | 原文標題                                                       | 中文標題                                                     | 導演     | 診断結果（原因）                         | 收視率 |
| --------------------------------------------------------------------- | -------- | -------------------------------------------------------------- | ------------------------------------------------------------ | -------- | ---------------------------------------- | ------ |
| STORY#01                                                              | 10月4日  | 帰ってきた放射線科チームに解散の危機! 視えない病を診つけ出せ   | 復出的放射團隊解散危機! 找出看不見的病痛                     | 鈴木雅之 | 魏尼克腦病 外側延髓症候群                | 11.3%  |
| STORY#02                                                              | 10月11日 | 15分拡大SP 陸上の天才少年に悲劇 選ぶのは子供の未来か家族の夢か | 15分鐘加長SP 田徑的天才少年悲劇 選擇是孩子的未來還是家族的夢 | 相沢秀幸 | 癲癇                                     | 9.8%   |
| STORY#03                                                              | 10月18日 | 現れた美女は結婚詐欺師? 暴かれる哀しき秘密                     | 出現的美女是不是婚姻騙子? 被揭穿的悲傷秘密                   | 相沢秀幸 | 臉盲症 肺放線菌症                        | 10.8%  |
| STORY#04                                                              | 10月25日 | 結婚の条件を巡る母娘バトル! 私の幸せの形!                      | 圍繞結婚條件的母女戰鬥! 我的幸福的形式！                     | 水戸祐介 | 便秘 胸廓出口症候群                      | 10.6%  |
| STORY#05                                                              | 11月1日  | クビは誰だ! 仲間を守れ! 一泊二日温泉旅行!?                     | 誰會被開除!? 守護同伴！ 兩天一夜的溫泉旅行！？               | 水戸祐介 | 心肌梗塞 急性胆嚢炎                      | 11.1%  |
| STORY#06                                                              | 11月8日  | 無敗の弁護士現る! 仲間の医療過誤 真実を暴け                    | 不敗律師現身！ 揭露同伴的醫療過失真相                        | 相沢秀幸 | 惡性淋巴瘤                               | 11.7%  |
| STORY#07                                                              | 11月15日 | 仲間に異変! 末期がん患者と結ぶ絆 今を生きる                    | 夥伴間發生異變！ 與末期癌症患者連結的羈絆活在當下            | 水戸祐介 | 尿管結石                                 | 10.3%  |
| STORY#08                                                              | 11月22日 | 白髪女子高生を救え! 叶えたい夢と病の真実!                      | 拯救白髮女高中生！ 想要實現的夢想和疾病的真相！              | 清矢明子 | 卵巢癌（支持間質細胞瘤）                 | 10.7%  |
| STORY#09                                                              | 11月29日 | 最終章突入! 不幸な技師 退職騒動で分裂危機!                     | 進入最終章！ 不幸的工程師退休動盪威脅分裂！                  | 西岡和宏 | 胰臟損傷 腎臓動脈狭窄 鐙骨骨折           | 10.1%  |
| STORY#10                                                              | 12月6日  | 胎児の小さな命を救え! ラジハ最大の挑戦へ                       | 拯救胎兒的小生命！ 向著最大的挑戰                            | 水戸祐介 | 肺動脈瓣閉鎖合併完整的心室中隔（PA-IVS） | 11.2%  |
| STORY#11                                                              | 12月13日 | 最終回！ 旅立ちの愛しき人…蘇る記憶                             | 最終回！ 啟程的心愛之人…蘇醒的記憶                           | 相沢秀幸 | 法布瑞氏症                               | 10.2%  |
| 平均收視率10.7%（收視率由Video Research實際調查關東地區、世帶的數據） |          |                                                                |                                                              |          |                                          |        |
| 特別編                                                                | 12月20日 | 「ラジエーションハウスII」特別編                               | 「X光室的奇蹟II」特別編                                      | 清矢明子 | 乙型血友病 / 克里斯多氏症                | 8.5%   |

## 電影
於2021年12月6日播放的電視劇第10集劇終時宣布電影『劇場版 X光室的奇蹟』將於2022年4月29日上映。電影標語為（只有離別，是看不到的。）

### 登場人物（電影）
- 五十嵐唯織：窪田正孝
- 甘春杏：本田翼
- 廣瀬裕乃：廣瀨愛麗絲
- 軒下五郎：浜野謙太
- 威能圭：丸山智己
- 悠木倫：矢野聖人
- 黒羽環：山口紗彌加
- 小野寺俊夫：遠藤憲一
- 辻村駿太郎：鈴木伸之
- 田中福男：八嶋智人
- 灰島将人：高嶋政宏
- 鏑木安富：淺野和之
- 大森渚：和久井映見

### 製作團隊（電影）
- 原作：『X光室的奇蹟』（原作：橫幕智裕  漫畫：森泰士／集英社）
- 導演：鈴木雅之
- 脚本：大北遙
- 音楽：服部隆之
- 製作人：小原一隆、太田大、草谷大輔、玉井宏昌、和田倉和利
- 統籌製作人：森賢正、石塚紘太
- 攝影：江原祥二（J.S.C.）
- 燈光：杉本崇
- 美術：棈木陽次
- 錄音：反町憲人
- 藝術總監：杉山貴直、佐佐木伸夫
- 裝飾：千葉ゆり
- 美術プロデュース：三竹寛典
- 編集：田口拓也
- 選曲：藤村義孝
- 音響効果：壁谷貴弘
- 場記：稲田麻由子
- 視覺效果：小坂一順
- 畫面調色：齋藤精二
- 日程管理：三條広樹
- 副導演：水戶祐介
- 導演助手：岩城隆一
- 制作担当：中山裕隆
- 指導：五月女康作（福島縣立醫科大學）
- 配給：東宝
- 製作：電影「X光室的奇蹟」製作委員会

## 備註
1. ↑  第一季第一集延長30分鐘（21:00 - 22:24）。
第二集延長15分鐘（21:00 - 22:09）
2. ↑  第二季第一集延長30分鐘（21:00 - 22:24）。

## 節目的變遷

### 日本
| 日本 富士電視台 週一晚間九點連續劇            | 日本 富士電視台 週一晚間九點連續劇                            | 日本 富士電視台 週一晚間九點連續劇    |
| --------------------------------------------- | ------------------------------------------------------------- | ------------------------------------- |
|                                               | X光室的奇蹟～放射科的診斷報告～ （2019年4月8日－6月17日）     |                                       |
| 追緝線索~科搜研之男~ (2019年1月7日－3月18日） | 監察醫 朝顏 （2019年7月8日－9月23日）                         |                                       |
| Night Doctor （2021年6月21日－9月13日）       | X光室的奇蹟II～放射科的診斷報告～ （2021年10月4日－12月13日） | 勿說是推理 （2022年1月10日－3月28日） |

### 台灣
| 臺灣 緯來日本台 週一至週五 22:00-24:00      | 臺灣 緯來日本台 週一至週五 22:00-24:00         | 臺灣 緯來日本台 週一至週五 22:00-24:00 |
| ------------------------------------------- | ---------------------------------------------- | -------------------------------------- |
|                                             | X光室的奇蹟 （2019年9月25日－10月9日）         |                                        |
| —                                           | —                                              |                                        |
| 臺灣 緯來日本台 -                           |                                                |                                        |
| —                                           | X光室的奇蹟特別篇 （2019年10月14日－10月15日） | —                                      |
| 臺灣 緯來日本台 週一至週五 22:00-23:00      |                                                |                                        |
| 派遣女醫7 （2021年12月30日－2022年1月13日） | X光室的奇蹟2 （2022年1月14日－1月28日）        | 最愛 （2022年2月7日－2月18日）         |

### 香港
| 香港 有線劇集台／有線綜合娛樂台 星期六 20:00-21:00                             | 香港 有線劇集台／有線綜合娛樂台 星期六 20:00-21:00 | 香港 有線劇集台／有線綜合娛樂台 星期六 20:00-21:00 |
| ------------------------------------------------------------------------------ | -------------------------------------------------- | -------------------------------------------------- |
|                                                                                | X光室的奇蹟 （2019年10月26日－2020年1月4日）       |                                                    |
| 科研法醫 （2019年8月10日－10月19日）                                           | 監察醫 朝顏 （2020年1月11日－3月21日）             |                                                    |
| 香港 香港開電視 星期日 00:30-01:30 · 6月20日 01:00-02:30 · 6月27日 00:30-01:45 |                                                    |                                                    |
| 獵豔情人 （2021年2月21日－6月13日）                                            | X光室的奇蹟 （2021年6月20日－9月25日）             | 監察醫 朝顏 （2021年10月3日－月日）                |